# Пражский трамвай
Пражский трамвай — крупнейшая трамвайная сеть в Чешской Республике.
В главном городе королевства Чешского на конец XIX столетия существовала конно-железная дорога (длина линий до 19 километров), а в 1892 году, Акционерное общество Сименс и Гальске начало сооружение трамвайных линий (электрическая дорога (в Садах)) в Праге, завершённое девять лет спустя. Позже трамваем в Праге занимались другие предприниматели и предприятия.

## История линий

### Конный трамвай

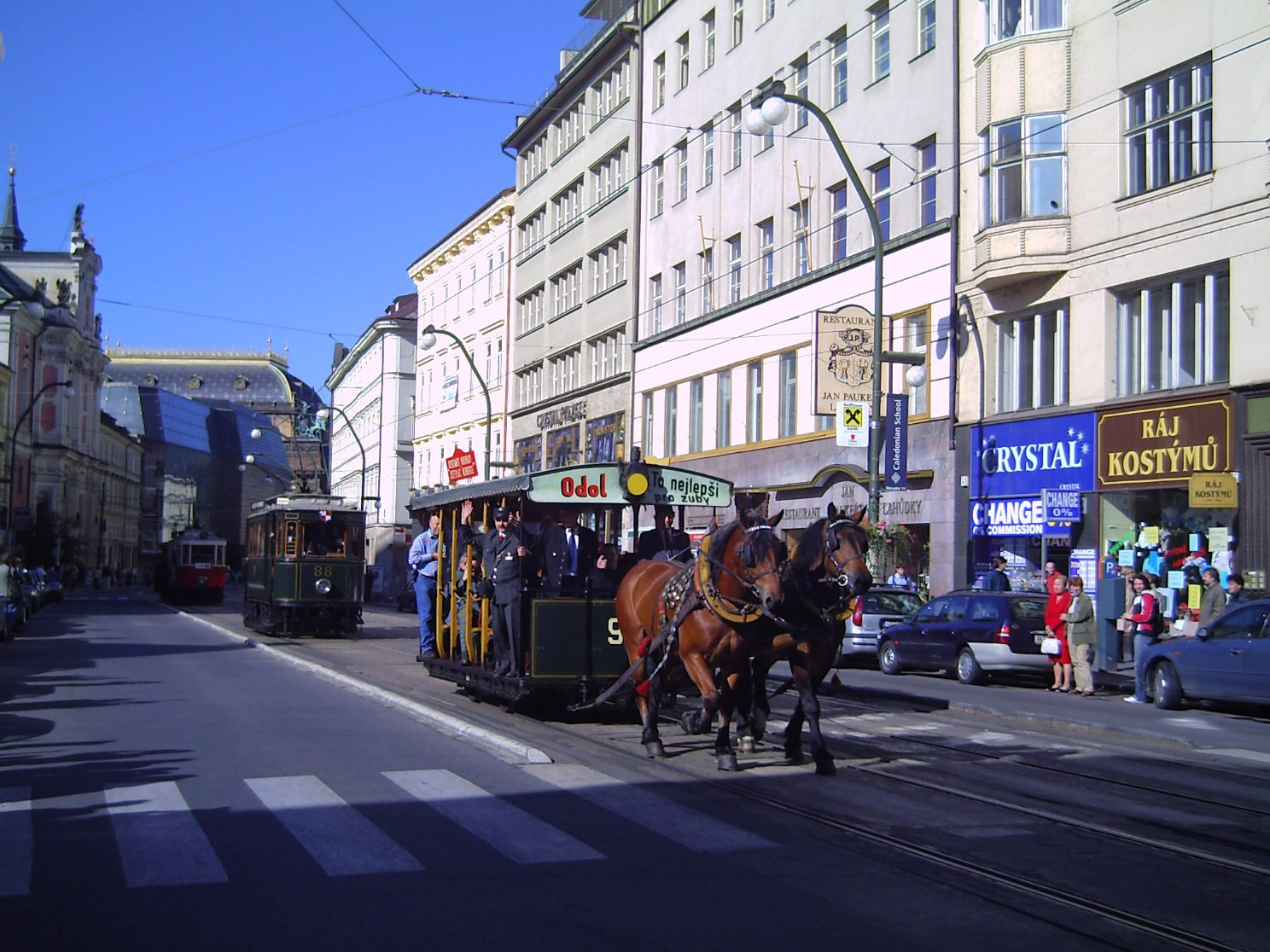
Конка, на праздновании 130-летия пражского трамвая. Народни Тршида

- Движение конно-рельсовой дороги открылось 23 сентября 1875 года по маршруту «Карлин — Национальный театр» (чеш. Karlín — Národní divadlo). Владельцем и управляющим дороги был бельгийский предприниматель Эдуард Оттлет. К театру эта дорога вела по проспекту Народни Тршида.
- В 1876 году дорога была продлена от театра через многосекционный мост к Смиховскому вокзалу.
- В 1882 году сеть конного трамвая была расширена до Жижкова и города Королевские Винограды.
- В 1883 году размер всей трассы достиг 19,43 километров. Сетью управляла Официальная Ассоциация Генеральной Дирекции Пражского Трамвая.

### Электрический трамвай

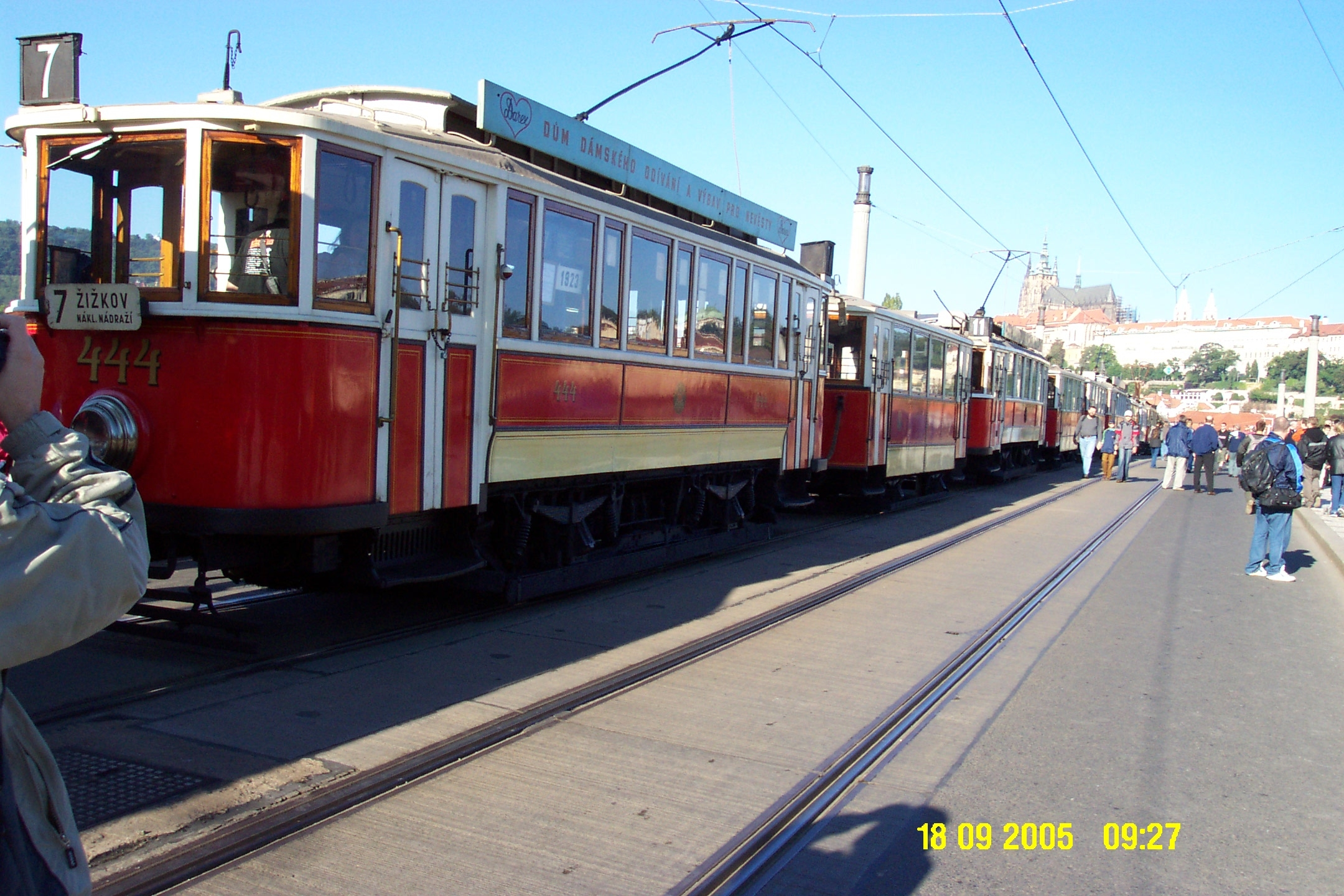
Исторический маршрут, Манесув мост

Начало электрического трамвая в Праге — заслуга инженера Франтишека Кршижика.
- В 1891 году на Летне была открыта первая трасса электрического трамвая, ведущая от верхней конечной станции летенского фуникулёра, где находился павильон Земской юбилейной выставки, до места нынешней выставки на улице Овенецкой.
- В 1893 году линия была продлена до Губернаторской Виллы, примерно на 1,4 километра.
- 19 марта 1896 года Франтишк Кршижек открыл ещё одну трамвайную линию, которая вела от нынешнего района Флоренс к районам Либень и Высочаны. В отличие от первого, выставочного, трамвая, эта трасса была очень оживлённой. Она соединяла рабочие районы Праги с жилыми кварталами в центре.
- В 1897 году открывается новая Главачкова электрическая дорога. Трамваи следовали из Андела по маршруту Смихов — Коширже.
- В 1898 году открывается Виноградска электрическая дорога по маршруту Прага — Королевские Винограды. Его длина составляла 5,8 км, на маршруте находилось 17 станций.

Благодаря трассам между Анделом и Смиховом стало возможным обслуживать Коширже (тогда пригород). В результате было основано Транспортное предприятие Праги.
- В 1898 году пражская конка была выкуплена электрическими предприятиями. После этого началось строительство новых путей и перестройка конки на электрическую тягу. В 1905 году строительные работы завершились. Также был электрифицирован последний маршрут конки через Карлов мост. На нём был применён нижний токосъём (проект инженера Кршижека). Трамвайный маршрут через Карлов мост работал до 1908 года.

## Во времена Первой мировой войны
В город приходило много санитарных поездов с фронта. Для перевозки раненых были приспособлены санитарные трамваи. Помимо перевозки раненых трамваи доставляли оружие, патроны и другие грузы. Подобные перевозки производились до 1918 года, когда Чехословакия подписала мирный договор.

## Маршруты

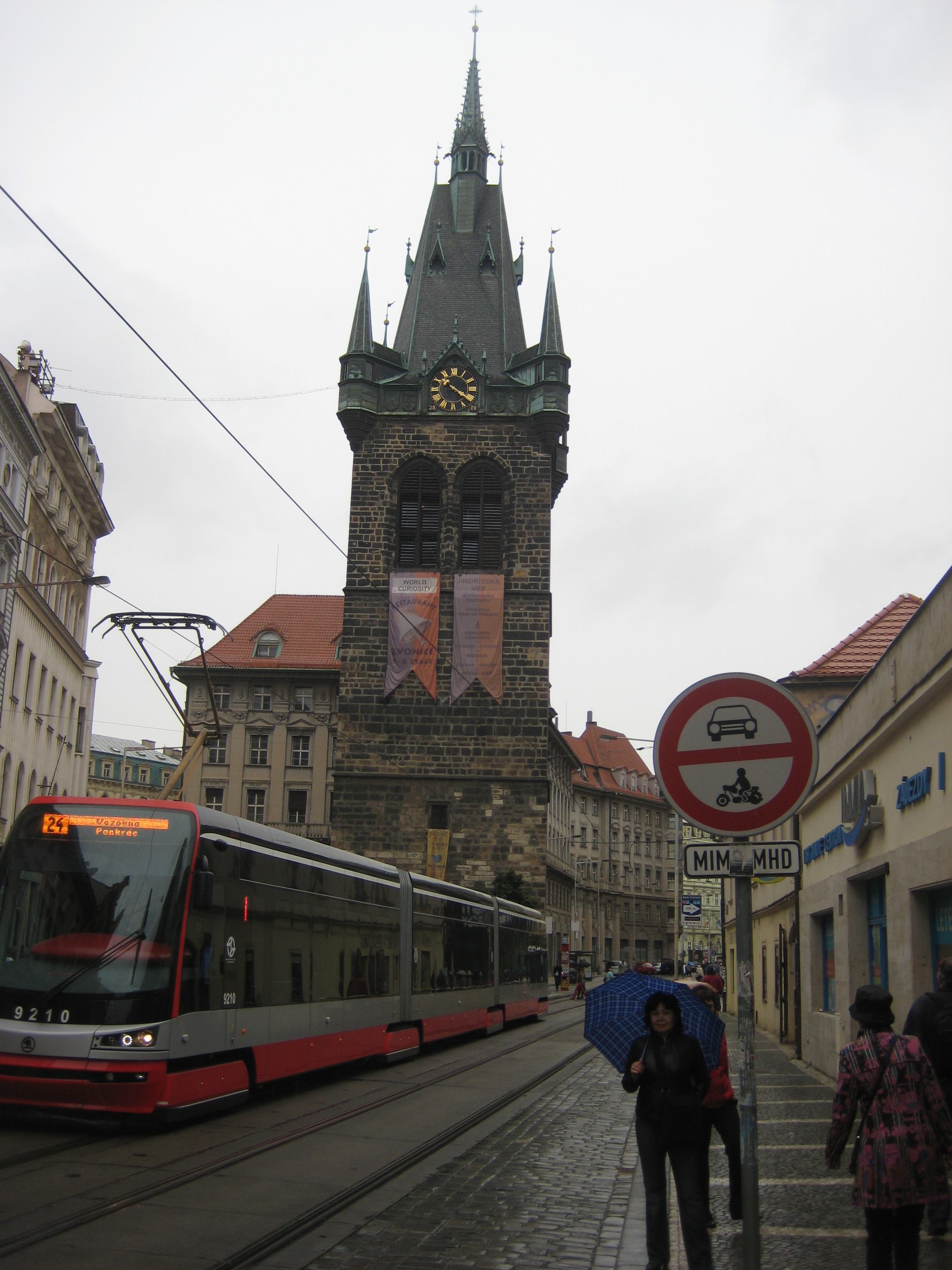
Новый пражский трамвай Шкода 15Т на фоне колокольни св. Индржиха

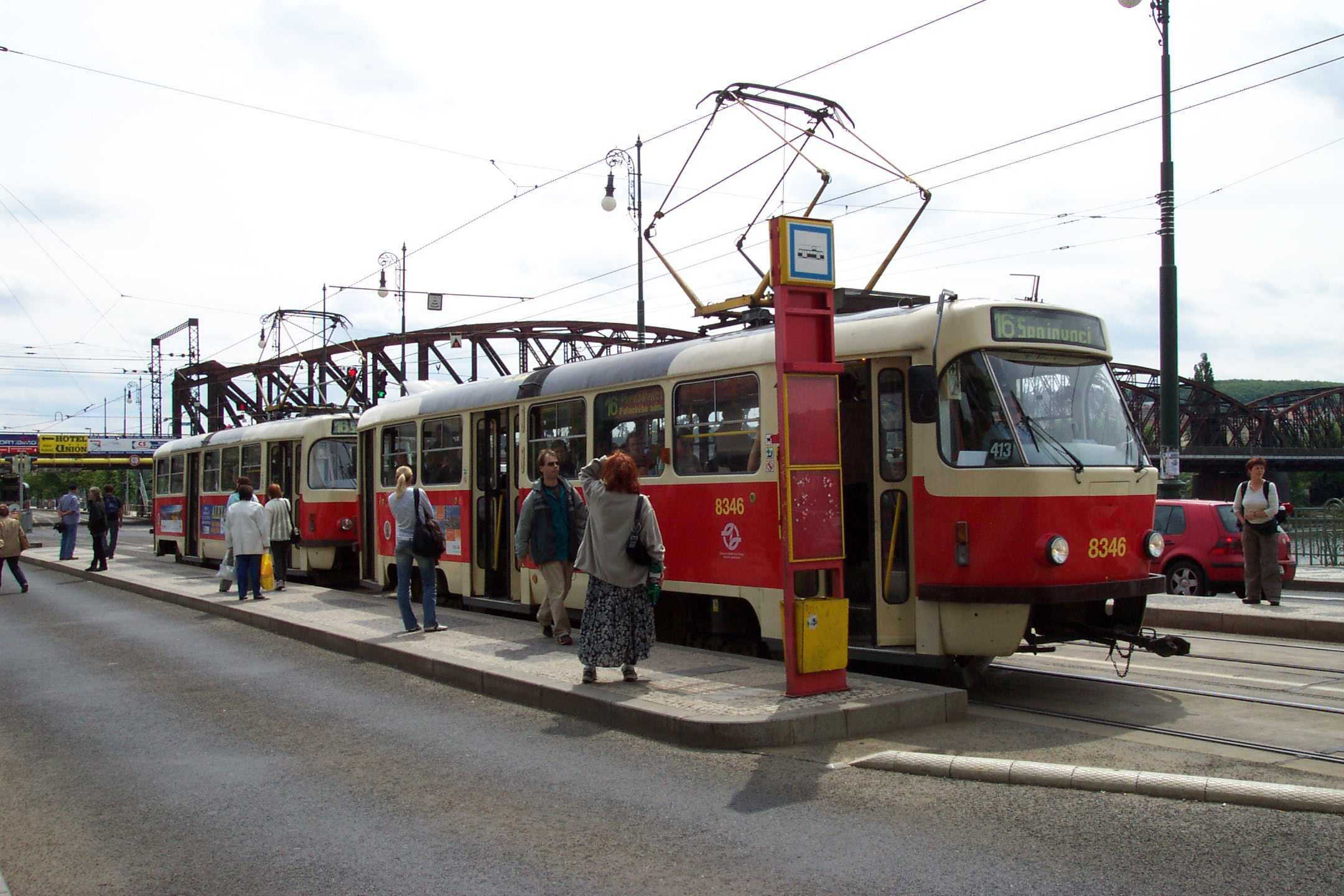
Пражский трамвай, станция Витонь

Система пражского трамвая состоит из 142,7 км рельсового полотна, 38 маршрутов общей длиной 557,8 км из которых 26 дневных, 9 ночных и 3 музейных.

### Нумерация
1 — 26 — дневные, работают с 4:30 утра до 1:00 ночи

35, 36 — 37 — временные/компенсационные, вводятся на время закрытия определённых участков

40 — 49 — музейные

90 — 99 — ночные, работают с 1:00 ночи до 4:30 утра

### Дневные
Данный список содержит официальную трассировку регулярных маршрутов, без учёта временных изменений. Действительны на 17.12.2024.
| №  | Конечные станции                                       | Примечание                                                                                         |
| -- | ------------------------------------------------------ | -------------------------------------------------------------------------------------------------- |
| 1  | Sídliště Petřiny — Výstaviště                          | |
| 2  | Sídliště Petřiny — Nádraží Braník                      | |
| 3  | Levského — Kobylisy                                    | На участке Nádraží Braník — Kobylisy работает только в часы пик по рабочим дням.                   |
| 4  | Slivenec — Kubánské náměstí                            | Маршрут работает только по рабочим дням приблизительно с 5:00-21:00.                               |
| 5  | Slivenec — Vozovna Žižkov                              | |
| 6  | Nádraží Holešovice — Kubánské náměstí                  | |
| 7  | Radlická — Lehovec                                     | |
| 8  | Nádraží Podbaba — Starý Hloubětín                      | |
| 9  | Sídliště Řepy — Spojovací                              | |
| 10 | Sídliště Řepy — Sídlište Ďáblice                       | |
| 11 | Spořilov — Spojovací                                   | |
| 12 | Sídliště Barrandov — Lehovec                           | |
| 13 | Čechovo náměstí — Olšanské hřbitovy                    | |
| 14 | Spořilov — Nádraží Holešovice                          | |
| 15 | Kotlářka — Olšanské hřbitovy                           | |
| 16 | Sídliště Řepy — Kotlářka — Ústřední dílny DP           | На участке Kotlařka — Sídliště Řepy работает только в часы пик по рабочим дням.                    |
| 17 | Libuš — Modřany — Kobylisy — Vozovna Kobylisy          | После Kobylisy, к Vozovna Kobylysy, направляется только каждый второй вагон.                       |
| 18 | Nádraží Podbaba — Vozovna Pankrác                      | |
| 19 | Pankrác — Depo Hostivař                                | |
| 20 | Dědina — Sídliště Barrandov                            | |
| 21 | Levského — Radlická                                    | Маршрут работает только по рабочим дням с 5 до 20 часов.                                           |
| 22 | Bílá Hora — Vypich — Zahradní Město — Nádraží Hostivař | На участках Bílá Hora — Vypich и Vozovna Strašnice — Nádraží Hostivař, следует каждый второй рейс. |
| 23 | Zvonařka — Královka                                    | На маршруте работают музейные ретро-трамваи Tatra T2, Tatra T3, Tatra T6A5                         |
| 24 | Náměstí Bratří Synků — Vozovna Kobylisy                | Маршрут работает только по рабочим дням с 5 до 20 часов.                                           |
| 25 | Bílá Hora — Výstaviště                                 | |
| 26 | Dědina — Nádraží Hostivař                              | |

Интервал движения маршрутов 9, 17, 22: утром и вечером — приблизительно 4 минуты, днём — 5 минут, вечером — 10 минут, в выходные — от 7,5 до 10 минут.
Интервал движения маршрутов 1, 2, 3, 4, 8, 10, 12, 13, 14, 15, 16, 18, 20, 21, 24, 25, 26: утром и вечером — 8 минут, днём — 10 минут, вечером — 20 минут, в выходные дни — от 15 до 20 минут.
Интервал движения маршрутов 5, 6, 7, 11: утром и вечером — 8 минут, днём — 10 минут, вечером — 10 минут, в выходные дни — от 7,5 до 10 минут.

### Ночные
Трассы ночных трамваев не совпадают с дневными за исключением 2 маршрутов, отличающихся от дневных лишь небольшим отрезком пути в одном участке. Трамваи всех ночных маршрутов съезжаются в центре города на центральной пересадочной остановке Лазарска (чеш. Lazarská). На этой остановке пассажиры могут пересесть на нужный маршрут и добраться в любую точку города. Существует ещё несколько пунктов в городе, где ночью обеспечивается пересадка между двумя маршрутами.
Ночные трамваи выезжают из депо на линию приблизительно между 20:00 и 22:30, заканчивают свою работу утром между 5:00 и 6:00. Начинают они свою смену как дневные маршруты, постепенно замещая трамваи, заезжающие в депо, и потом работают с остатком дневных поездов, называемых здесь полуночными, приблизительно до 12 часов ночи. Тогда после приезда на конечную остановку водитель меняет маршрутные указатели на ночные (91—99), и с конечной выезжает уже в качестве ночного трамвая.
| №  | Конечные станции                     | Примечание |
| -- | ------------------------------------ | ---------- |
| 91 | Divoká Šárka — Staré Strašnice       |            |
| 92 | Levského — Lehovec                   |            |
| 93 | Sídliště Ďáblice — Vozovna Pankrác   |            |
| 94 | Slivenec — Lehovec                   |            |
| 95 | Vozovna Kobylisy — Ústřední dílny DP |            |
| 96 | Sídliště Petřiny — Spořilov          |            |
| 97 | Bílá Hora — Nádraží Hostivař         |            |
| 98 | Sídliště Řepy — Spojovací            |            |
| 99 | Sídliště Řepy — Zahradní Město       |            |

С 29 апреля 2017 года ночным маршрутам присвоены номера 91-99. Ранее использовались с 51 по 59 соответственно. (то есть 51 стал 91, 52 — 92 и т. д.).

### Прочие

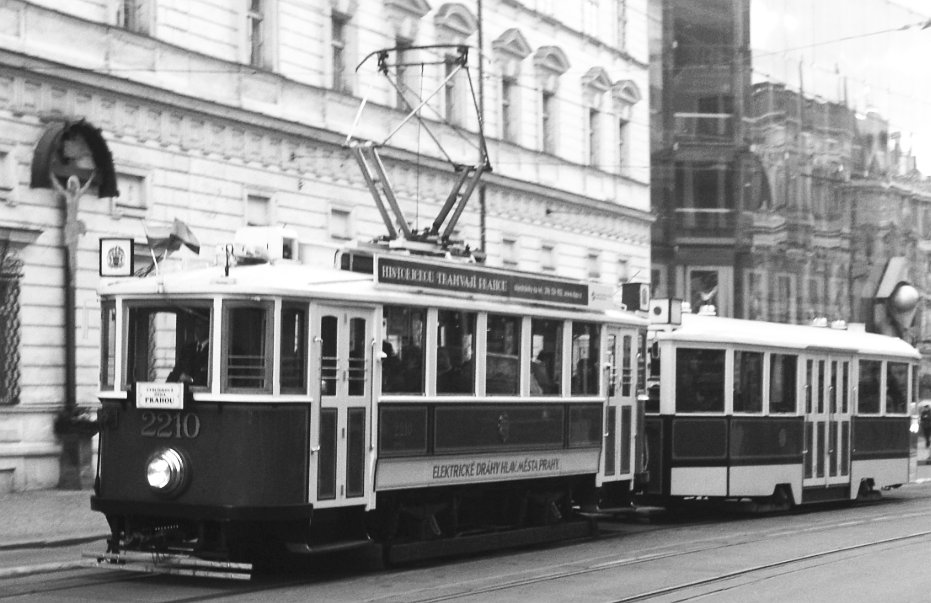
Старинный трамвай все ещё в работе

В Праге существует 3 музейных маршрута трамваев. Они работают с конца марта по конец октября.
| №  | Конечные станции                    | Примечание                                                                                          |
| -- | ----------------------------------- | --------------------------------------------------------------------------------------------------- |
| 41 | Vozovna Střešovice — Výstaviště     | Работает по выходным дням, для проезда нужен специальный билет.                                     |
| 42 | Dlabačov — Dlabačov                 | Окружной музейный маршрут. Работает с четверга по воскресенье, для проезда нужен специальный билет. |
| 43 | Vozovna Střešovice — Hlavní nádraží | Работает по средам, специальный билет не требуется.                                                 |

## Изменения в движении трамвая Праги
В случае закрытия трамвайных линий, линии с прежними номерами направляются в совершенно другие районы города, а также создаются специальные временные трамвайные линии, часто с номерами 30-39. Заменяющие трамвай автобусные линии обычно обозначаются буквой X, к которой добавляется номер одной из трамвайных линий, работа которой заменяется, например, линия X12 или X-12 - замена трамвайной линии 12, или одновременно других дневных или ночных линий. Пересадка между трамваем и заменяющим его автобусом обычно не особо скоординирована (из-за коротких интервалов).
В дополнение к замене автобусного сообщения, на исключенных участках метро также вводятся заменяющие трамвайные линии.

## Подвижной состав
| Тип         | Изображение | Модификация                                                              | Кол-во на декабрь 2024 |
| ----------- | ----------- | ------------------------------------------------------------------------ | ---------------------- |
| Tatra T3    |             | Tatra T3SUCS                                                             | 15                     |
| Tatra T3    |             | Tatra T3M                                                                | 5                      |
| Tatra T3    |             | Tatra T3M.2-DVC                                                          | 18                     |
| Tatra T3    |             | Tatra T3R.P                                                              | 310                    |
| Tatra T3    |             | Tatra T3R.PV                                                             | 34                     |
| Tatra T3    |             | Tatra T3R.PLF                                                            | 61                     |
| Tatra KT8D5 |             | Tatra KT8D5R.N2P                                                         | 57                     |
| Škoda 14T   |             | Škoda 14T                                                                | 55                     |
| Škoda 15T   |             | Škoda 15T (15T0, 15T1, 15T1A, 15T2, 15T3, 15T3B, 15T4, 15T5, 15T6, 15T7) | 250                    |

## Трамвайные парки
На данный момент в Праге имеется 7 трамвайных парков для линейного подвижного состава и 1 парк для музейного и служебного ПС (Vozovna Střešovice).

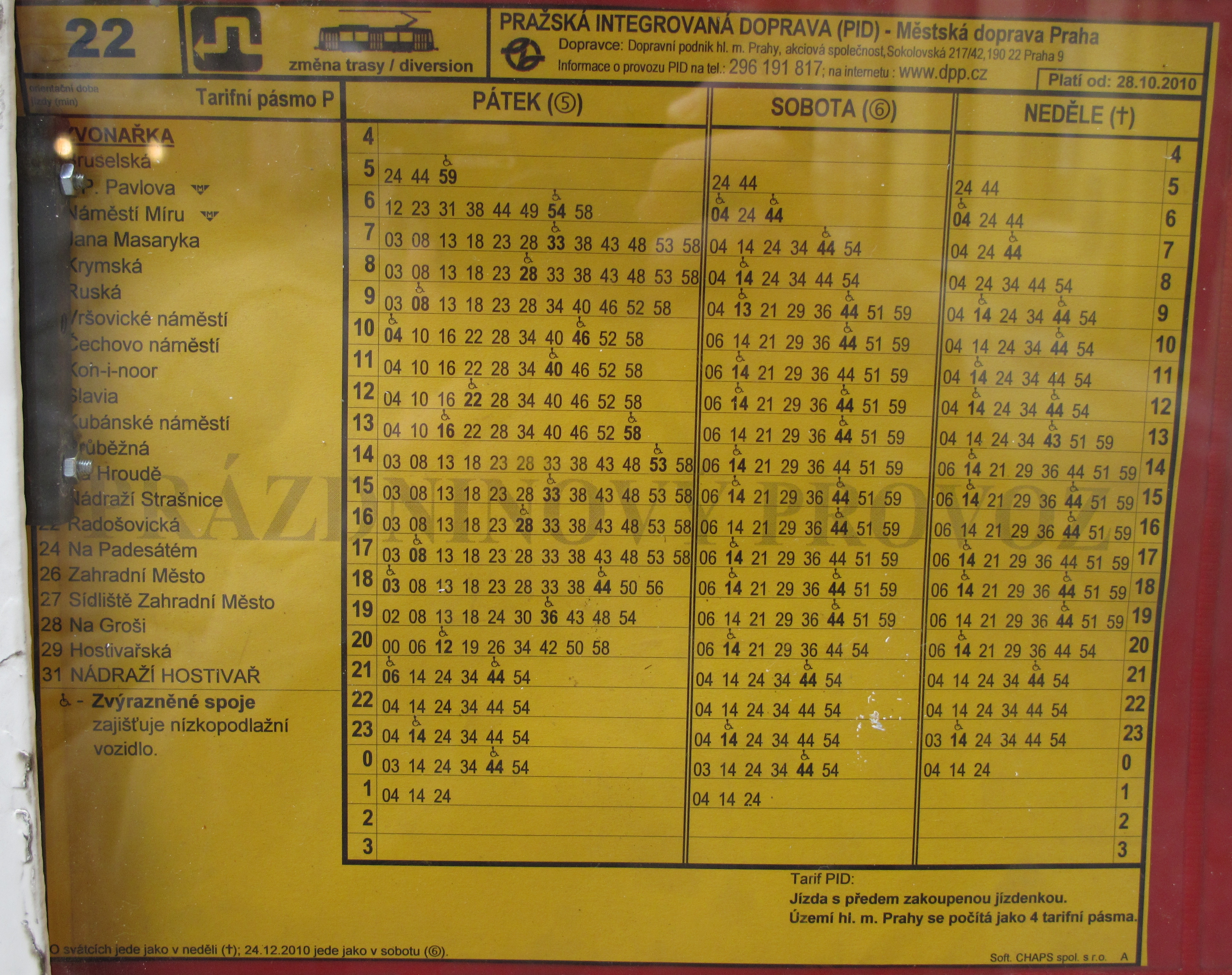
Расписание трамвая № 22 на остановке Zvonařka. В левой графе указано время пути в минутах до каждой остановки, в следующих трёх — время отправления в рабочие дни, в субботу и в воскресенье. В праздники трамваи ходят по воскресному расписанию.

Vozovna Hloubětín
- Всего — 102 ед.

Vozovna Kobylisy
- Всего — 163 ед.

Vozovna Motol 
- Всего — 142 ед.

Vozovna Pankrác
- Всего — 92 ед.

Vozovna Strašnice
- Всего — 123 ед.

Vozovna Vokovice
- Всего — 95 ед.

Vozovna Žižkov
- Всего — 127 ед.

Ústřední dílny DP
- Всего — 22 ед.

## Оплата проезда
В пражских трамваях (как и в остальном транспорте) нет кондукторов. В салоне трамваев и автобусов, а также при входе на станции метро, установлены терминалы для компостирования билетов. Билеты приобретаются в табачных киосках и в автоматах, расположенных по городу. Стоимость билетов зависит от времени поездки. Все билеты едины для всех видов транспорта.
На данный момент в Праге существуют следующие виды билетов (на 13.04.2025):
- 30 кроны — 30 минут (для детей и пенсионеров 12 крон)
- 40 кроны — 90 минут (для детей и пенсионеров 16 крон)
- 120 крон — 24 часа (для детей и пенсионеров 80 крон)
- 330 крон — 72 часа (3 дня)

Существуют также проездные билеты:
- 550 крон — месячный (студенческий 260 крон, пенсионный 250 крон)
- 360 крон — 90-дневный (только для студентов)
- 1480 крон — квартальный (студенческий 720 крон, пенсионный 660 крон)
- 2400 крон — 10-месячный (только подростковый и студенческий)
- 2450 крон — 5-месячный (подростковый/студенческий 1200 крон, пенсионный 1100 крон; начало срока активации ограничивается периодом с 15.08 пo 01.11)
- 3650 крон — 1 год

Обладателям квартальных, пятимесячных и годовых проездных допускается бесплатный провоз одного ребёнка возрастом до 15 лет, по субботам, воскресеньям и в дни государственных праздников.
Билеты, кроме проездных, необходимо закомпостировать сразу при входе в трамвай. Компостер печатает на билете дату и время начала срока его действия. Во время езды билеты могут быть проверены контролерами. Штраф за безбилетный проезд составляет 1500 крон, или 800 крон при оплате штрафа на месте или в течение 15 дней.

## Технические особенности
Трасса пражского трамвая питалась и питается постоянным током под напряжением в 600 вольт. Положительный потенциал наведён на воздушный провод. То есть провод — это «+», а рельсы — «-».